# Festival Frigiliana 3 Culturas

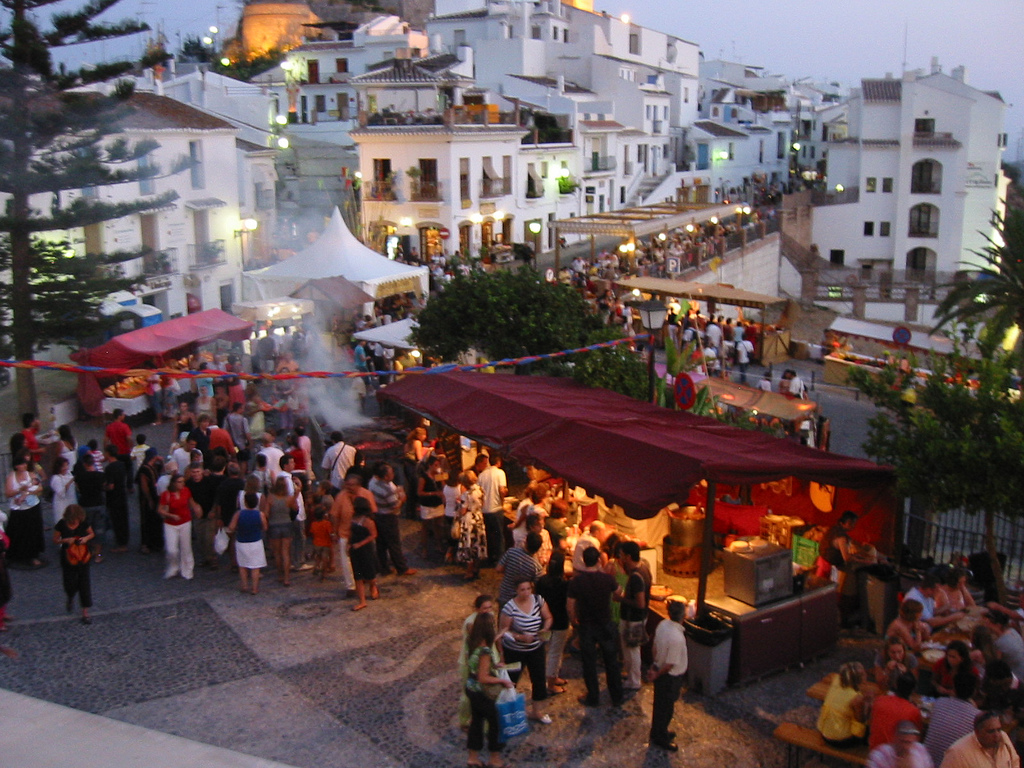
Edición de 2007.

El Festival Frigiliana Tres Culturas se celebra anualmente en el municipio andaluz de Frigiliana (Málaga) España.
Se trata de una serie de actos culturales organizados por el Ayuntamiento de esta localidad de la comarca malagueña de La Axarquía en el mes de agosto que homenajea las tres culturas que han dejado su huella en la España medieval: la cultura islámica, la judía y la cristiana a través de la gastronomía, la música, la cultura y también con la organización de exposiciones, conferencias, conciertos y actividades de ocio.